# 唐恩號驅逐艦 (DD-45)
唐恩號驅逐艦（舷號DD-45）是一艘隸屬於美國海軍的驅逐艦，為卡森級驅逐艦的三號艦。她是美軍第一艘以唐恩為名的軍艦，以紀念曾領導第一次蘇門答臘遠征的海軍准將約翰·唐恩（John Downes）。
唐恩號在1912年於紐約造船廠開始建造，在1913年下水，於1915年服役。接著唐恩號留在大西洋及加勒比海執勤。美國參與第一次世界大戰後，唐恩號被派往法國及愛爾蘭海域，掩護協約國商船。戰後唐恩號在1922年退役，並在1924年轉交美國海岸防衛隊，負責截查酒精走私。1931年唐恩號歸還海軍，在1934年除籍，按倫敦海軍條約出售拆解。